# 1945 dans les chemins de fer
Chronologie des chemins de fer
1944 dans les chemins de fer - 1945 - 1946 dans les chemins de fer

## Évènements

### Mai
- 17 mai.  France :   l'organisation Résistance-Fer est citée à l'ordre de l'Armée.

### Juillet
- 14 juillet.  France :   la station Beaugrenelle, de la Ligne 10 du métro de Paris devient Charles Michels[1].

### Novembre
- 17 novembre.  France :   la SNCF reçoit les premières locomotives à vapeur 141 R commandées aux États-Unis.